# Мулярчик, Степан Григорьевич
Степа́н Григо́рьевич Муля́рчик (род. 8 января 1943, Озерцо, Брестская область) — советский и белорусский учёный, специалист по электронике; доктор технических наук, профессор. Автор более 250 научных работ, в том числе трёх монографий.

## Биография
Закончил физический факультет БГУ (специальность «Радиофизика и электроника») в 1966 г. Работал в университете ассистентом, старшим преподавателем, доцентом, заведующим кафедрой электронных математических машин, деканом факультета радиофизики и электроники, в настоящее время занимает должность заведующего кафедрой информатики и компьютерных систем. В 1988 г. защитил докторскую диссертацию, в 1989 г. ему было присвоено звание профессора, в 1996 г. — звание заслуженного работника образования Республики Беларусь. Подготовил 10 кандидатов наук, один из них защитил докторскую диссертацию.

## Общественная деятельность
Председатель Белорусского республиканского общественного объединения радиофизиков, член научного общества IEEE, председатель докторского совета по защите диссертаций, член государственного экспертного совета по радиоэлектронике, приборостроению, оптике, председатель Ученого совета факультета радиофизики и компьютерных технологий, член Ученого совета БГУ, член редколлегий двух научных журналов. Профессор С. Г. Мулярчик читает лекционные курсы: «Математическое моделирование», «численные методы», « Вычислительная электроника», «Методы вычислительного эксперимента»; специальные курсы: «Современные методы анализа, расчета электронных схем», «Интегральная схемотехника», «Расчет и проектирование полупроводниковых приборов и элементов интегральных схем», «Системы автоматизированного проектирования в микроэлектронике» на факультете радиофизики и компьютерных технологий БГУ. Автор многих учебных пособий. По его инициативе на кафедре информатики открыты специализации «Цифровая электроника», «Вычислительная радиофизика».
Под руководством и при непосредственном участии С. Г. Мулярчика разработаны учебные планы специальностей «Радиофизика», «Физическая электроника», «Коммерческая деятельность на рынке радиоэлектронных изделий и информационных услуг». Область научных интересов — компьютерное моделирование, компьютерное проектирование в радиоэлектронике, микроэлектронике, приборостроении. Результаты его научных исследований нашли свое отражение в более чем 200 опубликованных работах. Степан Григорьевич — член научного общества ІЕЕЕ (с 1996), председатель секции «Solid state circuits» этого общества (с 2000), член трех докторских Ученых советов по защите диссертаций (председатель одного из них), председатель экспертного совета «Кибернетика» Фонда фундаментальных исследований, член Государственного экспертного совета по радио-электронике, приборостроению, оптике, председатель Ученого совета факультета радиофизики и электроники, член Ученого совета БГУ. Награжден медалью СССР «За трудовое отличие», Почетными грамотами МВССО СССР, Министерства образования Республики Беларусь, БГУ, Министерства промышленности Республики Беларусь.

### Ученые степени и звания
- Кандидат технических наук, 1971 г.
- Доцент, 1974 г.
- Доктор технических наук, 1989 г.
- Профессор, 1989 г.

### Награды
- Медаль СССР «За трудовое отличие», 1986 г.
- Серебряная медаль ВДНХ СССР, 1990 г.
- Почетное звание «Заслуженный работник образования Республики Беларусь», 1996 г.
- Почетная грамота Совета Министров РБ, 2001 г.
- Знак «Отличник образования Республики Беларусь», 2003 г.
- Почетное звание «Заслуженный работник Белорусского государственного университета», 2010 г.
- Почетные грамоты научного общества IEEE, МВ и ССО СССР и БССР, министерства образования РБ, министерства промышленности РБ, Высшей аттестационной комиссии, Фонда фундаментальных исследований, БГУ.

### Главные научные результаты
- максиминная постановка задачи оптимизации схем радиоэлектронной аппаратуры, проекционные алгоритмы её решения;
- методы и алгоритмы формирования и решения математических моделей тепловых цепей, схем радиоэлектронной аппаратуры; — алгоритмы автоматизации моделирования элементов микроэлектронных структур;
- методы численного решения алгебраизованных на сетке уравнений непрерывности и Пуассона;
- класс проекционных методов решения систем линейных алгебраических уравнений с симметричными и несимметричными матрицами специальной структуры.
- Разработал общие курсы: математическое моделирование, численные методы, вычислительная электроника, методы вычислительного эксперимента, ряд специальных курсов.

### Основные труды
1. Экстремальные задачи при схемотехническом проектировании в электронике. Мн., 1975 (в соавт.);
2. Системы автоматизации анализа и расчета схем радиоэлектронной аппаратуры. Мн., 1984 (в соавт.);
3. Численное моделирование микроэлектронных структур. Мн., 1989; Интегральная схемотехника. Мн., 1984;
4. Численные методы. Мн., 2001.

## Публикации

### Монографии
- Норенков И. П., Мулярчик С. Г., Иванов С. Р. Экстремальные задачи при схемотехническом проектировании в электронике. — Минск: Изд-во БГУ им. В. И. Ленина, 1976. — 240 с.
- Мулярчик С. Г., Городецкий Л. М., Рута Л. А., Зеленко В. Н. Система автоматизации анализа и расчета схем электронной аппаратуры. — Минск: Изд-во БГУ им. В. И. Ленина, 1983. — 160 с.
- Мулярчик С. Г. Численное моделирование микроэлектронных структур. — Минск: Изд-во Университетское, 1989. — 368 с.

### Учебные пособия
- Мулярчик С. Г. Интегральная схемотехника. — Минск: Изд-во БГУ им. В. И. Ленина, 1983. — 189 с.

### Основные публикации
1. Мулярчик С. Г. Численные методы: электронный учебно-методический комплекс.
2. Белявский С. С., Мулярчик С. Г. Построение решения краевой задачи для системы линейных обыкновенных дифференциальных уравнений на основе вейвлетов
3. Мулярчик С. Г. ЧИСЛЕННЫЕ МЕТОДЫ;
4. Белявский С. С., Мулярчик С. Г., Дежурко А. М. Параллельные вычисления при численном моделировании полупроводниковых структур;
5. Мулярчик C. Г., Воротницкий Ю. И. МЕТОДЫ ВЫЧИСЛИТЕЛЬНОГО ЭКСПЕРИМЕНТА №ТД-G.385/тип.;
6. Дежурко А. М., Малый С. В., Мулярчик С. Г. Параллельные алгоритмы расчета многоканальных матриц рассеяния на основе метода минимальных автономных блоков;